# Rostadskibet
Rostadskibet var et skib, der blev fundet i 1751 på Rolvsøy i Norge. Det er sandsynligvis det første dokumenterede fund af et vikingeskib i Norge. Folkene på Skjeberg præstegård fandt resterne af et stort skib, sandsynligvis på størrelse med Tuneskibet, som havde et klinkbygget skrog i eg i en gravhøj. Ombord på skibet blev der fundet knogler fra både mennesker og dyr samt gravgods.
Det er den første af tre skibsgrave fra vikingetiden, som er på Rolvsøy i Østfold. De andre to er Tuneskibet (1867) og Valleskibet (1894).
Historien om skibsfundet i 1751 blev skrevet ned af Søren Thestrup i en lille beretning fra 1755 om Werenskiold-Huitfeldts gravkapel fra 1753 ved Skjeberg Kirke. Thestrup var optaget af fortidsvidenskab. Han har skrevet en slags arkæologisk afhandling om begravelsesskikke i ældre tider, som stadig var folkeminde. 
Han nævner, at et stort skib uden dæk, bygget af egeplanker og sammenføjet med "jernbolte" var fundet i Rolvsøy i 1751. 
Beliggenheden blev først nærmere angivet af antikvar Lorentz Diderik Klüwer, som i 1823 fortalte om en stor "skibshøjde" på Rostad, hvor der 80-90 år tidligere var fundet et fartøj "hvor Rester af Bredderne, samt Dragspigerne endnu fandtes". Fundoplysningene om udgravningen er mangelfulde, men arbejdet må have været omfattende og tidskrævende. Det tiltrak sig stor opmærksomhed. Thestrup så skibet, der sandsynligvis var blotlagt i fuld længde, så Thestrup kunne gøre sine observationer.
Allerede på det tidspunktet havde folk gættet sig til at det var en grav fra vikingetiden; kun Thestrups beretning eksisterer i dag. Det fandtes rigt gravudstyr om bord på skibet, også genstande af ædelmetal som er beskrevet som "penge" (dvs. mønter). Men det er ikke anden dokumentation end Thestrups oplysninger, som var i versform.
Skibshøjen er i dag helt forsvundet.